# Latécoère 28
Il Latécoère 28, indicato nella bibliografia in lingua francese anche come Laté 28, fu un aereo monomotore, monoplano ad ala alta sviluppato dall'azienda aeronautica francese Forges et Ateliers de Construction Latécoère nei tardi anni venti.
Destinato essenzialmente al mercato dell'aviazione commerciale, venne prodotto in numerose varianti basate a terra o in configurazione idrovolante a scarponi, allestite come aereo postale, cargo e trasporto passeggeri. Venne realizzata anche una variante specificatamente destinata all'uso bellico, il Laté 28.9, commissionata dal Venezuela per la propria aeronautica militare e destinata a missioni di bombardamento aereo.

## Storia del progetto
Dopo che nel 1927 Pierre-Georges Latécoère ebbe ceduto parte della propria compagnia aerea a Marcel Bouilloux-Lafont e che quest'ultimo l'ebbe rifondata come Aéropostale (formalmente Compagnie générale aéropostale), le esigenze di dotare i velivoli di migliori caratteristiche, più comodi per i passeggeri e di maggior affidabilità, spinsero Bouilloux-Lafont a chiedere a Latécoère di elaborare il progetto di un nuovo modello che fosse adatto allo scopo.
L'azienda iniziò lo sviluppo del velivolo nell'estate di quell'anno, rielaborando i progetti del precedente Latécoère 26 e creandone una variante leggermente aumentata nelle dimensioni e maggiormente curata nell'aerodinamica. Il modello, indicato come Laté 28, riproponeva l'impostazione generale del suo predecessore, un monomotore monoplano ad ala alta controventata, con carrello fisso e dalla fusoliera a sezione rettangolare, introducendo una cabina di pilotaggio chiusa a due posti affiancati dove nel Latè 26 era presente lo spazio tra la sommità della fusoliera e l'ala a parasole.
Il prototipo, indicato come 28.0, venne allestito nel 1929 e portato in volo con successo nel corso dell'anno.

## Varianti
Laté 28.0
versione iniziale di produzione in serie, equipaggiata con un motore Renault 12Jbr da 500 hp (373 kW), realizzato in 17 esemplari, alcuni in seguito convertiti allo standard 28.1.
Laté 28.1
versione migliorata, equipaggiata con un motore Hispano-Suiza 12Hbxr da 500 hp (373 kW), realizzato in 29 esemplari.
Laté 28.2
versione aereo postale, realizzata in un esemplare (cellula n° 948).
Laté 28.3
versione idrovolante a scarponi/aero postale, realizzata in 5 esemplari, 3 entrati in servizio con l'Air France ed indicati con l'erronea designazione Latécoère 28.1/H
Laté 28.3/H
versione "terrestre" del 28.3, realizzata in un solo esemplare.
Laté 28.3-I
versione da trasporto passeggeri del 28.3, equipaggiata con un motore radiale Gnome-Rhône 14Kb Mistral Major da 700 hp (522 kW), realizzata in un solo esemplare.
Laté 28.4-I
sviluppo del 28.3 equipaggiato con un Hispano-Suiza 12Nbr da 650 hp (485 kW), realizzato in un solo esemplare.
Laté 28.5
versione strutturalmente rinforzata ed equipaggiata con un Hispano-Suiza 12Nbr da 650 hp (485 kW).
Laté 28.6
versione da esportazione destinata al Venezuela, equipaggiata con un Hispano-Suiza 12Nbr da 650 hp (485 kW), realizzata in tre esemplari.
Laté 28.8
conversione di un 28.0 modificato con un'ala dalla maggior apertura.
Laté 28.9
versione militare, bombardiere triposto basata a terra destinata al Venezuela, realizzata in tre esemplari.

## Utilizzatori

### Civili
Argentina
- Aeroposta Argentina

 Francia
- Aéropostale
- Air France

 Venezuela
- Aviacon Aeropostal Venezolana
- Linea Aeropostal Venezolana

### Militari
Spagna
- Fuerzas Aéreas de la República Española

 Venezuela
- Aviación de la Marina Venezolana